# Divinità di Dragonlance
In questa pagina sono raccolte tutte le informazioni sulle principali divinità di Dragonlance, creata da Margaret Weis e Tracy Hickman e pubblicata dalla TSR.
Il mondo di Krynn è profondamente impregnato di riferimenti al soprannaturale, e soprattutto a misteriose divinità che osserverebbero e giudicherebbero dall'alto l'operato degli uomini. Con la caduta della montagna di fuoco durante il Cataclisma e la fine dell'Era dei Sogni, la fede degli abitanti di Ansalon nei veri dèi scemò progressivamente e tutti si convinsero che le divinità li avessero abbandonati: non potendo la gente semplice arrendersi ad una vita senza spiritualità, però, sorsero spontaneamente molte sette strampalate che dichiaravano l'esistenza di qualche nuovo dio, come la setta dei Belzoriti, o che si proponevano di andare alla ricerca dei veri dèi (come i Cercatori di Haven). Dopo la Guerra delle Lance, infine, la predicazione di Goldmoon e successivamente di Elistan riportò nel mondo la fede nei veri dèi, che si instaurarono definitivamente nel cuore degli uomini.
Gli dèi di Dragonlance non sono né onnipotenti, né onniscienti, anche se le loro capacità e conoscenze sono di gran lunga superiori a quelle degli esseri mortali, grandi draghi compresi.
|             |             |             |             |             |             |          |          |          |          |          |          |          |          |          |          |          |          |          |          |          |          |         |         | PANTHEON DI DRAGONLANCE |          |          |          |          |          |         |         |         |         |  |  |          |          |          |          |          |          |  |  |           |           |           |           |           |           |          |          |          |          |  |  |  |  |  |  |  |  |  |  |  |  |  |  |  |  |  |  |  |  |  |  |  |  |  |  |
|             |             |             |             |             |             |          |          |          |          |          |          |          |          |          |          |          |          |          |          |          |          |         |         |                         |          |          |          |          |          |         |         |         |         |  |  |          |          |          |          |          |          |  |  |           |           |           |           |           |           |          |          |          |          |  |  |  |  |  |  |  |  |  |  |  |  |  |  |  |  |  |  |  |  |  |  |  |  |  |  |
|             |             |             |             |             |             |          |          |          |          |          |          |          |          |          |          |          |          |          |          |          |          |         |         | Chaos                   |          |          |          |          |          |         |         |         |         |  |  |          |          |          |          |          |          |  |  |           |           |           |           |           |           |          |          |          |          |  |  |  |  |  |  |  |  |  |  |  |  |  |  |  |  |  |  |  |  |  |  |  |  |  |  |
|             |             |             |             |             |             |          |          |          |          |          |          |          |          |          |          |          |          |          |          |          |          |         |         |                         |          |          |          |          |          |         |         |         |         |  |  |          |          |          |          |          |          |  |  |           |           |           |           |           |           |          |          |          |          |  |  |  |  |  |  |  |  |  |  |  |  |  |  |  |  |  |  |  |  |  |  |  |  |  |  |
|             |             |             |             |             |             |          |          |          |          |          |          |          |          |          |          |          |          |          |          |          |          |         |         |                         |          |          |          |          |          |         |         |         |         |  |  |          |          |          |          |          |          |  |  |           |           |           |           |           |           |          |          |          |          |  |  |  |  |  |  |  |  |  |  |  |  |  |  |  |  |  |  |  |  |  |  |  |  |  |  |
|             |             |             |             | Paladine    | Paladine    | Paladine | Paladine | Paladine | Paladine |          |          | Mishakal | Mishakal | Mishakal | Mishakal | Mishakal | Mishakal |          |          |          |          |         |         | Gilean                  | Gilean   | Gilean   | Gilean   | Gilean   | Gilean   |         |         |         |         |  |  | Takhisis | Takhisis | Takhisis | Takhisis | Takhisis | Takhisis |  |  | Sargonnas | Sargonnas | Sargonnas | Sargonnas | Sargonnas | Sargonnas |          |          |          |          |  |  |  |  |  |  |  |  |  |  |  |  |  |  |  |  |  |  |  |  |  |  |  |  |  |  |
|             |             |             |             | Paladine    | Paladine    | Paladine | Paladine | Paladine | Paladine |          |          | Mishakal | Mishakal | Mishakal | Mishakal | Mishakal | Mishakal |          |          |          |          |         |         | Gilean                  | Gilean   | Gilean   | Gilean   | Gilean   | Gilean   |         |         |         |         |  |  | Takhisis | Takhisis | Takhisis | Takhisis | Takhisis | Takhisis |  |  | Sargonnas | Sargonnas | Sargonnas | Sargonnas | Sargonnas | Sargonnas |          |          |          |          |  |  |  |  |  |  |  |  |  |  |  |  |  |  |  |  |  |  |  |  |  |  |  |  |  |  |
|             |             |             |             |             |             |          |          |          |          |          |          |          |          |          |          |          |          |          |          |          |          |         |         |                         |          |          |          |          |          |         |         |         |         |  |  |          |          |          |          |          |          |  |  |           |           |           |           |           |           |          |          |          |          |  |  |  |  |  |  |  |  |  |  |  |  |  |  |  |  |  |  |  |  |  |  |  |  |  |  |
|             |             |             |             |             |             |          |          |          |          |          |          |          |          |          |          |          |          |          |          |          |          |         |         |                         |          |          |          |          |          |         |         |         |         |  |  |          |          |          |          |          |          |  |  |           |           |           |           |           |           |          |          |          |          |  |  |  |  |  |  |  |  |  |  |  |  |  |  |  |  |  |  |  |  |  |  |  |  |  |  |
| Branchala   | Branchala   | Branchala   | Branchala   | Branchala   | Branchala   |          |          |          |          |          |          | Majere   | Majere   | Majere   | Majere   | Majere   | Majere   |          |          | Reorx    | Reorx    | Reorx   | Reorx   | Reorx                   | Reorx    |          |          | Morgion  | Morgion  | Morgion | Morgion | Morgion | Morgion |  |  | Chemosh  | Chemosh  | Chemosh  | Chemosh  | Chemosh  | Chemosh  |  |  |           |           |           |           | Hiddukel  | Hiddukel  | Hiddukel | Hiddukel | Hiddukel | Hiddukel |  |  |  |  |  |  |  |  |  |  |  |  |  |  |  |  |  |  |  |  |  |  |  |  |  |  |
| Branchala   | Branchala   | Branchala   | Branchala   | Branchala   | Branchala   |          |          |          |          |          |          | Majere   | Majere   | Majere   | Majere   | Majere   | Majere   |          |          | Reorx    | Reorx    | Reorx   | Reorx   | Reorx                   | Reorx    |          |          | Morgion  | Morgion  | Morgion | Morgion | Morgion | Morgion |  |  | Chemosh  | Chemosh  | Chemosh  | Chemosh  | Chemosh  | Chemosh  |  |  |           |           |           |           | Hiddukel  | Hiddukel  | Hiddukel | Hiddukel | Hiddukel | Hiddukel |  |  |  |  |  |  |  |  |  |  |  |  |  |  |  |  |  |  |  |  |  |  |  |  |  |  |
|             |             |             |             |             |             |          |          |          |          |          |          |          |          |          |          |          |          |          |          |          |          |         |         |                         |          |          |          |          |          |         |         |         |         |  |  |          |          |          |          |          |          |  |  |           |           |           |           |           |           |          |          |          |          |  |  |  |  |  |  |  |  |  |  |  |  |  |  |  |  |  |  |  |  |  |  |  |  |  |  |
|             |             |             |             |             |             |          |          |          |          |          |          | Shinare  | Shinare  | Shinare  | Shinare  | Shinare  | Shinare  |          |          | Sirrion  | Sirrion  | Sirrion | Sirrion | Sirrion                 | Sirrion  |          |          | Chislev  | Chislev  | Chislev | Chislev | Chislev | Chislev |  |  | Zivilyn  | Zivilyn  | Zivilyn  | Zivilyn  | Zivilyn  | Zivilyn  |  |  |           |           |           |           |           |           |          |          |          |          |  |  |  |  |  |  |  |  |  |  |  |  |  |  |  |  |  |  |  |  |  |  |  |  |  |  |
|             |             |             |             |             |             |          |          |          |          |          |          | Shinare  | Shinare  | Shinare  | Shinare  | Shinare  | Shinare  |          |          | Sirrion  | Sirrion  | Sirrion | Sirrion | Sirrion                 | Sirrion  |          |          | Chislev  | Chislev  | Chislev | Chislev | Chislev | Chislev |  |  | Zivilyn  | Zivilyn  | Zivilyn  | Zivilyn  | Zivilyn  | Zivilyn  |  |  |           |           |           |           |           |           |          |          |          |          |  |  |  |  |  |  |  |  |  |  |  |  |  |  |  |  |  |  |  |  |  |  |  |  |  |  |
|             |             |             |             |             |             |          |          |          |          |          |          |          |          |          |          |          |          |          |          |          |          |         |         |                         |          |          |          |          |          |         |         |         |         |  |  |          |          |          |          |          |          |  |  |           |           |           |           |           |           |          |          |          |          |  |  |  |  |  |  |  |  |  |  |  |  |  |  |  |  |  |  |  |  |  |  |  |  |  |  |
|             |             |             |             |             |             |          |          |          |          |          |          |          |          |          |          |          |          |          |          |          |          |         |         |                         |          |          |          |          |          |         |         |         |         |  |  |          |          |          |          |          |          |  |  |           |           |           |           |           |           |          |          |          |          |  |  |  |  |  |  |  |  |  |  |  |  |  |  |  |  |  |  |  |  |  |  |  |  |  |  |
| Kiri-Jolith | Kiri-Jolith | Kiri-Jolith | Kiri-Jolith | Kiri-Jolith | Kiri-Jolith |          |          | Habbakuk | Habbakuk | Habbakuk | Habbakuk | Habbakuk | Habbakuk |          |          | Solinari | Solinari | Solinari | Solinari | Solinari | Solinari |         |         | Lunitari                | Lunitari | Lunitari | Lunitari | Lunitari | Lunitari |         |         |         |         |  |  | Nuitari  | Nuitari  | Nuitari  | Nuitari  | Nuitari  | Nuitari  |  |  | Zeboim    | Zeboim    | Zeboim    | Zeboim    | Zeboim    | Zeboim    |          |          |          |          |  |  |  |  |  |  |  |  |  |  |  |  |  |  |  |  |  |  |  |  |  |  |  |  |  |  |

## Chaos
Chaos viene inizialmente presentato nel romanzo I Draghi dell'Estate di Fuoco (che introduce e descrive i principali eventi della Guerra del Caos) come il padre di tutti gli dèi e la somma divinità caotica nel pantheon di Dragonlance, ma successivamente (trilogia del Discepolo Oscuro) questa versione viene modificata e viene definito come uno dei primi e più potenti tra gli dei, che si era ribellato al vero dio superiore (High God in originale). Lo scopo di Chaos è distruggere, ma la sua indole va molto al di là di questo: Chaos infatti non può essere descritto come un dio malvagio, né buono, né neutrale, poiché egli è tutte queste cose e nessuna insieme.
Il maggiore insulto che Paladine, Takhisis e Gilean abbiano potuto fare al padre è stato dare ordine al caos e creare il pianeta di Krynn, cosa che ha provocato l'esplodere della sua enorme furia: per ripicca, Chaos ha quindi cominciato a popolare questo mondo neonato di creature che sconvolgessero l'ordine naturale, come i draghi, e che possedessero una saggezza, una lunga vita e una conoscenza della magia inattaccabili dalle neonate creature che cominciavano a muovere i primi passi sul mondo di Krynn.
La potenza di Chaos venne bruscamente interrotta nel momento in cui egli venne intrappolato dentro la Gemma Grigia, in seguito ad un errore di Reorx che aveva tentato di imprigionare solo un pezzetto del padre per dare vita all'essenza della gemma. La Gemma Grigia rotolò quindi per il mondo, creando un mucchio di confusione e dando origine a nuove razze (come i kender e i nani dagli gnomi), finché non finì nelle mani degli Irda, che la custodirono gelosamente per molti anni a venire.
Accecati dalla loro arroganza, gli Irda pensarono di poter piegare il potere della gemma a loro vantaggio perché li proteggesse, e fu così che, alla vigilia di una nuova guerra contro Lord Ariakan, gli Irda spezzarono la gemma e liberarono il Padre del Tutto e del Nulla. Chaos fu così libero di scatenare la sua furia per il mondo, incendiando e distruggendo ogni cosa, finché un manipolo di nuovi eroi riuscì a sconfiggerlo definitivamente: mentre il mago bianco Palin Majere lo teneva infatti distratto, con l'aiuto di Steel Brightblade, Tasslehoff riuscì a ferire un piede del dio in modo che Usha potesse raccogliere una piccola goccia del suo sangue nelle due metà spezzate della Gemma Grigia e richiuderle. Questo gesto provocò nuovamente la cattura di Chaos, che venne definitivamente espulso dal mondo.

## Divinità del Bene

### Paladine

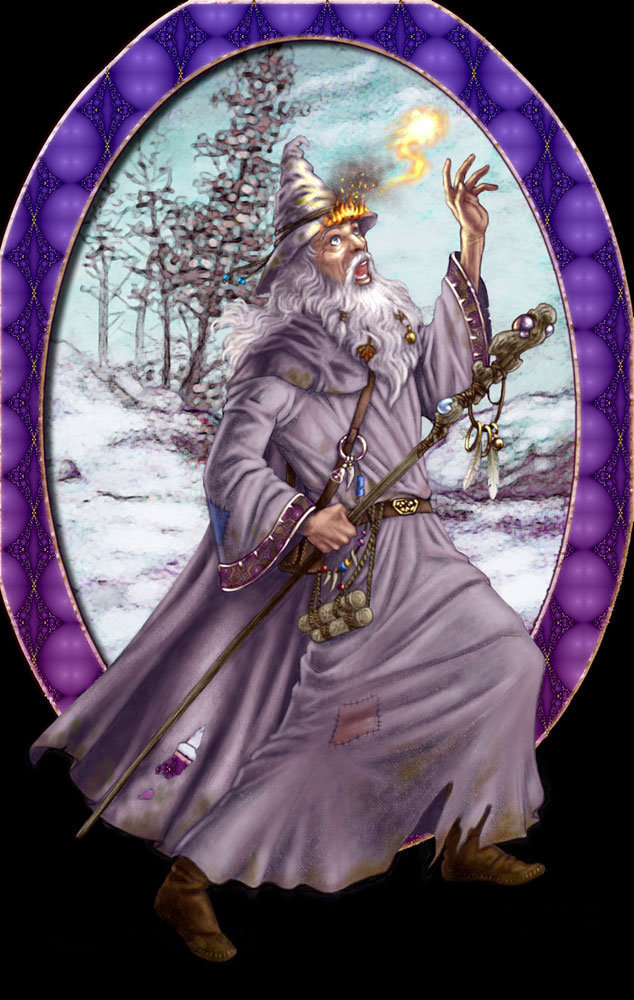
Fizban il Favoloso. Immagine di Vera Gentinetta.

Antico Dio del Bene, Paladine è rappresentato nei cieli dalla costellazione del Drago di Platino, che ruota incessantemente attorno ai Piatti della Bilancia, simbolo di Gilean, sorvegliando sempre la sua eterna nemica e sorella, Takhisis, il Drago dalle Cinque Teste. È marito di Mishakal, la dea della guarigione, e da lei ha avuto tre figli, i gemelli Kiri-Jolith e Habbakuk ed il più amato di tutti, Solinari.
È conosciuto con molti nomi: E'li fra gli elfi; tra i nani è chiamato Thak; gli umani lo appellano Skyblade; i guerrieri di Solamnia, che da sempre gli sono devoti, Draco Paladin; e per i kender, infine, è noto con il nome di Fizban. Quest'ultimo nome è dovuto al fatto che, quando si mescola con gli umani, come nella Guerra delle Lance, Paladine ama assumere la forma di un vecchio mago rimbambito e collerico, con in testa un informe cappello di cui si dimentica continuamente, il cui nome è appunto Fizban.
Fizban è colui che dà il calcio d'inizio alle vicende che porteranno Tanis e i suoi compagni ad essere proclamati Eroi delle Lance. La sua intima amicizia con Tasslehoff è fonte di grande dolore per il piccolo kender quando questi scopre la sua vera identità, ma col passare degli anni Tas andrà sempre più fiero di aver camminato al fianco del grande dio Paladine e non mancherà di vantarsene ogniqualvolta gli sarà possibile.
Al termine della guerra delle Anime accetta di perdere il suo status divino per divenire mortale, in modo che anche Takhisis possa essere resa tale senza per questo modificare i rapporti di forza tra gli dei del bene e quelli del male. Paladine si incarna così nell'elfo Valthonis, nome che viene spiegato corrisponde al termine elfo per indicare l'esilio.

### Mishakal
Dea della guarigione, Mishakal è la moglie di Paladine ed è una delle prime divinità a mostrarsi nuovamente su Krynn dopo il Cataclisma. I devoti di Mishakal sono caratterizzati da una veste azzurra: durante la Guerra delle Lance, la prima tra questi sarà Goldmoon, alla quale verrà donato il bastone di cristallo azzurro ed affidato il difficile compito di riportare nel mondo la fede nei veri dèi. In questo, ella sarà aiutata dai famosi Dischi di Mishakal, preziosissimi dischi di platino sui quali è incisa la storia dell'intero pantheon degli dèi di Krynn.

### Kiri-Jolith
Kiri-Jolith è figlio di Paladine e Mishakal. È fratello gemello di Habbakuk ed assieme a lui e al padre, è responsabile di aver contattato Vinas Solamnus e di avergli suggerito l'ispirazione per fondare i Cavalieri di Solamnia, tra i quali si è posto come patrono dell'Ordine della Spada.
Nonostante la sua inclinazione al bene, Kiri-Jolith è un dio della guerra e persegue la sua lotta contro Takhisis con ferocia e caparbietà. I suoi adepti sono guerrieri onorevoli e valorosi, giusti con i loro nemici e dotati di un forte senso dell'obbedienza. L'animale sacro a Kiri-Jolith è il bisonte, quindi è d'uso che i guerrieri a lui devoti portino con sé un pezzetto di pelliccia per ingraziarselo prima della battaglia. I minotauri, sebbene soggetti all'influenza di Sargonnas, rispettano profondamente tale divinità, ritenendola il più onorevole avversario del loro dio. Un gruppo minoritario di minotauri, che si ispirano all'eroe della loro razza Kaz (il quale combatté insieme all'umano Huma secoli prima della Guerra delle Lance), adorano Kiri-Jolith.

### Majere
Majere è un dio contemplativo, amante della tranquillità, che viene adorato dai monaci eremiti. I suoi insegnamenti riguardano il duro lavoro, la disciplina ed il rigore morale, che egli premia con il potere di controllare gli insetti, i quali combattono agli ordini dei monaci devoti a Majere. Pur non essendo chiari i legami di sangue che legano Majere agli altri dèi, egli è indubbiamente rivolto al bene, e per questo agisce spesso come consigliere di Paladine. Il suo simbolo sacro è la mantide religiosa.
Il suo nome è stato dato ad una famosa spezia dai poteri magici, la maggiorana.

### Habbakuk
Habbakuk è il patrono della vita animale e del mare: è un dio leale che protegge bestie, cacciatori, druidi, ranger e marinai, e rappresenta il normale ciclo della vita e della morte. È il fratello gemello di Kiri-Jolith, e figlio di Paladine e Mishakal.

### Branchala
Dio della musica, Branchala è pertanto adorato dai bardi, dai menestrelli e da tutti coloro che trovano in uno strumento la fonte del proprio diletto: si dice addirittura che la musica di Branchala sia quella di tutte le anime viventi nel mondo. Le sue melodie sono talmente profonde che nessuno è in grado di ricordarle, ma sono intrise di poteri magici come la capacità di curare, di ristorare e di togliere la stanchezza. È tenuto in alta considerazione dagli elfi e dai kender, ed è il creatore del cimitero dei draghi metallici.
In onore del dio ha preso il nome la Baia di Branchala, che costituisce l'unico accesso via mare alla città di Palanthas.

### Solinari
Solinari è il dio della Magia Bianca, e protettore dunque delle Vesti Bianche. Figlio di Paladine e Mishakal, come i suoi due cugini Lunitari e Nuitari ha una propria luna, che sorveglia il destino di Krynn dall'alto dei cieli stellati e che con la sua luce argentea conferisce potere ai maghi buoni a lui devoti. Ai mortali si presenta come un bel giovane dal fisico poderoso, ammantato d'argento e con in mano un bastone sormontato da un artiglio di drago d'oro che impugna un diamante. Possiede inoltre come arma una frusta di ghiaccio. Come suo padre, egli ha l'aspetto del guerriero, e dai suoi adepti pretende fedeltà ed un assoluto rigore morale.
Solinari ama profondamente il mondo di Krynn, e lo testimonia il fatto che, come i suoi cugini, egli abbia scelto di prendere la forma di una luna per essere più vicino ai mortali. L'amore che riunisce i tre dèi, il bruciante fuoco della magia, è tanto possente che essi hanno giurato fedeltà prima di tutto a loro stessi, così da non mantenersi all'oscuro di nessun segreto che potrebbe far scomparire la magia dal mondo: infatti, sebbene tutte le divinità del pantheon di Dragonlance siano dotate di poteri magici, Solinari, Lunitari e Nuitari sono gli unici ad amare così tanto la magia da avervi dedicato tutta la loro essenza, e questo li porta spesso a disobbedire anche agli ordini degli stessi genitori, pur di salvaguardare il segreto che insieme custodiscono. Questa armonia tra i tre fratelli si è incrinata durante la saga de Il discepolo dell'oscurità, quando Nuitari ha deciso di reclamare per le proprie vesti nere la perduta torre dell'alta stregonera di Istar, senza prima informarne i fratelli.

## Divinità della Neutralità

### Gilean
Dio della Neutralità, è rappresentato dal simbolo di una bilancia o di un uomo con in mano un libro. Sempre assorto nei suoi studi e nel compito di riportare fedelmente quanto accada su Krynn, Gilean paradossalmente non si interessa granché alle vicende del mondo da lui creato e non interferisce nel mare di avvenimenti che sconvolgono Ansalon durante i molti secoli di guerre.
La leggenda della Gemma Grigia vuole che, quando gli dei furono chiamati alla creazione del mondo, ognuno di essi contribuì creando una razza soltanto: Paladine scelse di popolare il suo mondo con creature portate all'ordine e al controllo, e creò gli elfi; Takhisis, desiderando una razza bella, ambiziosa e malvagia quanto lei, diede vita agli orchi, che poi si corruppero diventando esseri viscidi e ripugnanti; Gilean invece creò una popolazione di esseri dotati del libro arbitrio e di una vita effimera, e da lui nacquero gli umani. Come tutte le cose del mondo, però, anche questi doni possono essere distorti se portati all'eccesso, e l'esigenza di libertà che Gilean aveva donato agli uomini si trasformò presto in litigiosità ed anarchia.
Gilean non ha consorti ed ha una sola figlia naturale, Lunitari, alla quale si affiancano i molti figli adottivi. Alcune voci identificherebbero inoltre il bibliotecario Astinus come personificazione del dio Gilean su Krynn. Di questa divinità non si sa altro.

### Sirrion
Sirrion è il dio delle fiamme e della forza naturale, guardiano della neutralità e creatore della natura. È la più caotica delle divinità neutrali, e spesso ha il difetto di agire senza riflettere sulle sue azioni. Per questo motivo, Sirrion entra spesso in conflitto con sua moglie Shinare, che è una programmatrice nata.
Sirrion dà il nome all'omonimo mare, che circonda il continente di Ansalon.

### Reorx
Padre di tutti i nani e forgiatore del mondo, Reorx è un dio girovago di aspetto nanico che ama bere e fare scommesse. Ingenuo e sempliciotto, tende a comportarsi con estrema noncuranza anche nelle questioni di una certa importanza, cosa che ha valso non pochi guai al mondo di Krynn (come per l'incidente della Gemma Grigia di Gargath).
Fabbro di estrema abilità, si dice che abbia forgiato l'intero mondo e che esso posi infatti sulla sua incudine, dove egli sta finendo di martellarne gli ultimi pezzi. Un'antica leggenda nanica parla dei nani kal-thax, che avevano raggiunto una tale abilità nel lavorare la pietra e i metalli che il dio, compiaciuto, li avrebbe portati in cielo per farne i suoi assistenti: la fede dei nani nel dio Reorx è infatti profondamente radicata nella loro cultura, tanto che nemmeno un evento drammatico come il Cataclisma è riuscito ad intaccarla, anche se i nani nutrono più che altro una forma di rispetto nei confronti del dio piuttosto che una fede vera e profonda. La sua stella è la più luminosa del firmamento, ed è rossa come i fuochi della sua forgia: accanto ad essa si dice stia un bellissimo albero, appoggiato al quale riposa un vecchio nano brontolone.

### Chislev
Dea delle foreste e della natura, Chislev è una creatura dolce e gentile che cerca sempre di trovare il lato buono in ogni divinità, persino in quelle più malvagie. Amante della solitudine e dei suoi boschi, ama starsene per conto suo ma non disdegna la compagnia, specie se si tratta di qualche dio gentile che mostra di avere interesse per gli animali e per le cose belle della natura. Ingannata da Hiddukel, sarà lei a recarsi da Reorx (che ha un evidente debole per Chislev) ed a chiedergli di fabbricare la Gemma Grigia per raccogliervi dentro l'essenza della neutralità, dando luogo alla catena di eventi che porteranno, un giorno, alla Guerra contro Chaos.

### Zivilyn
Dio depositario di tutta la saggezza, Zivilyn è il consorte di Chislev ed è votato alla contemplazione ed allo studio interiore. Consapevole del pericolo che potrebbe causare un'interferenza sbagliata nel corso degli eventi, Zivylin è anche famoso per essere un dio inconcludente, in quanto è assolutamente impossibile ricevere un consiglio chiaro dalle sue labbra: prima di rispondere ad una domanda diretta, infatti, egli ha la fastidiosa abitudine di osservare il problema da tutte le angolazioni possibili, con il risultato che la sua risposta, se arriva, è sempre troppo tardiva.

### Shinare
Shinare è la dea protettrice dei commerci, della ricchezza e del progresso, purché sia condotto con onestà: pertanto, ella si contrappone al subdolo Hiddukel, anch'egli dedito al commercio. È una delle divinità favorite dai nani ed è la compagna di Sirrion, anche se talvolta le loro opinioni si scontrano, per la contrapposizione fra l'amore per la natura dell'uno e la tensione al progresso dell'altra.

### Lunitari
Protettrice delle Vesti Rosse, Lunitari è figlia di Gilean e si presenta come una bellissima e terribile giovane dai capelli neri striati di bianco, che tiene in mano un pesante libro rilegato in cuoio. Possiede inoltre come arma una frusta di fuoco. Lunitari è la patrona dei maghi devoti alla neutralità, ed è dei tre cugini la meno rigorosa sulla fedeltà che i suoi adepti le devono portare: questo anche perché spesso la scelta della Veste Rossa da parte di un apprendista che abbia appena superato la Prova è solo temporanea, in quanto è molto probabile che egli si converta alla scuola di Solinari o Nuitari in un secondo tempo.
Lunitari è molto legata al mondo di Krynn, ed ama gli umani dallo spirito libero ed intraprendente: la sua luna illumina Ansalon tutte le notti con la sua luce rossa, che conferisce potere ai maghi a lei devoti. Essendo così poco formale, la si può trovare a stappare qualche bottiglia in compagnia di maghi improbabili, ed è molto difficile offenderla: è infatti l'unica che sia divertita dalle parole impertinenti di Raistlin Majere durante il loro primo incontro, con il risultato che è a costei che il giovane mago decide di votare la sua fedeltà dopo essere uscito dalla Prova.
Lunitari è stata inoltre, anche se per breve tempo, la custode della Gemma Grigia forgiata da Reorx, che però è riuscita a corrompere anche il suo animo immortale, spingendola a desiderarla oltre ogni altra cosa. Sfortunatamente, la Gemma è riuscita a sfuggire anche al suo controllo, e da quel momento si è scatenata per Krynn creando un mucchio di problemi per molti anni a venire.

## Divinità del Male

### Takhisis
Takhisis è la suprema divinità del Male nel mondo di Krynn. Viene anche chiamata: Dragonqueen (Regina-drago dagli elfi); Nilat the Corrupter (Nilat la corruttrice dai barbari delle pianure); Tamex, the False Metal (Tamex, il falso metallo, dai nani); Mai-tat, She of Many Faces (Mai-tat, la lei dalle molte facce dai popoli di Ergoth); Queen of Many Colors and None (La Regina dei molti e nessun colore dai Cavalieri di Solamnia); e Dark Queen (Maestà Oscura dai suoi servitori).
Takhisis spesso prende la forma di un drago a cinque teste, ognuna delle quali del colore di un tipo dei cinque dragoni malvagi (rossa, blu, verde, nera e bianca). Spesso assume anche la forma di una affascinante tentatrice, che si dice così adorabile che non sia possibile resisterle. In altri casi, come ad esempio davanti ad Ariakan, assume la forma di un guerriero dall'elmo e armatura color pece, con una spada la cui impugnatura è dalla forma di un drago a cinque teste.
Takhisis è la sorella più giovane di Paladine e di Gilean. Il suo consorte è Sargonnas ed ha due figli, Nuitari e Zeboim.
Nella saga della Guerra delle Lance è a capo dell'invasione dei draghi malvagi su Krynn, e si serve di poteri occulti ed arcani, nonché delle smisurate forze militari degli eserciti dei Signori dei Draghi (tra i più importanti Lord Ariakas e Kitiara Uth Matar), per assoggettare completamente l'intero continente di Ansalon.
Dopo la battaglia contro Chaos ruba il mondo aiutata dal drago Khellendros (conosciuto dagli umani come Skie), trasferendolo in un'altra zona dell'universo, ma, indebolita dall'azione, per molti anni non potrà opporsi all'arrivo dei Signori dei Draghi che si spartiranno il pianeta. Darà il via alla Guerra delle Anime per tornare su Krynn come dominatrice del pianeta ed unica dea, ma i suoi piani verranno sventati e il suo corpo, reso mortale dagli altri dèi, verrà ucciso.

#### Takhisis o Tiamat?
In diverse ambientazioni di Dungeons and Dragons compare una divinità minore dei draghi malvagi, Tiamat (il nome è ripreso da quello della divinità babilonese omonima), che ha lo stesso aspetto di Takhisis, e questo ha fatto supporre a molti fan che le due entità siano in qualche modo collegate.
I moduli di gioco (tsr2022 - Manual of the Planes pag 111, tsr2128 - DMGR4 - Monster Mythology pag 107 e tsr2623 - On Hallowed Ground pag 165), pur citando questa possibilità, non hanno mai dato una risposta definitiva. Nelle Cronache annotate gli autori spiegano che inizialmente il pantheon che avevano pensato per Krynn era governato dalle due principali divinità dei draghi presenti sui manuali, Bahamut e Tiamat e che, quando l'ambientazione è stata resa definitiva per poterla produrre, alle due divinità sono stati cambiati i nomi. Nello stesso volume viene affermato che anche tra gli sviluppatori del gioco e delle storie non c'era accordo sulla questione, ma che l'aspetto caratteristico di Takhisis (il drago a cinque teste, ognuna di un colore differente) fu lasciato identico a quello di Tiamat anche perché quest'ultima (con questo aspetto) era presente in quel periodo nel cartone animato di Dungeons & Dragons.

### Sargonnas
Consorte di Takhisis e padre di Nuitari e Zeboim, Sargonnas è un dio misterioso che viene adorato soprattutto tra i minotauri, e che ha come suo più grande avversario il figlio di Paladine, Kiri-Jolith, per il quale tuttavia nutre un riluttante rispetto.
Sargonnas è un mistero per i popoli di Ansalon, e il dio incoraggia questo alone di mistero che lo avvolge. È una divinità pianificatrice che ama lavorare da sola e in isolamento. Anche se a volte è costretto a lavorare assieme a loro, non è vincolato da nessuna lealtà agli altri dei oscuri. Disprezza le divinità del Bene, con l'eccezione di Kiri-Jolith, per il quale nutre un riluttante rispetto. Sargonnas è un dio permaloso, combattivo e infido, che richiede stretta obbedienza da coloro che lo servono. I minotauri sono i suoi più devoti servitori. Lo chiamano Sargas e credono che il dio abbia l'aspetto di un minotauro. Ai loro occhi Sargas rappresenta il potere conquistato attraverso la forza bruta e conservato attraverso l'onore. I minotauri guardano con disprezzo gli umani o i membri delle altre razze che affermano di adorare Sargonnas, spesso rifiutandosi di ammettere che la loro divinità sia lo stesso Sargonnas degli altri popoli. Molti degli adoratori di Sargonnas al di fuori dei minotauri lo considerano il dio della vendetta e delle congiure. I suoi chierici vengono spesso contattati da quegli individui a cui è stato fatto un torto, che desiderano ottenere vendetta al di fuori della legge su coloro che li hanno offesi. I cacciatori di taglie spesso adorano Sargonnas. 
Patrono dei draghi blu, Sargonnas è un dio guerriero amante della vendetta ma a suo modo onorevole; lo si può trovare spesso ad ordire oscure trame sia a favore che contro sua moglie Takhisis, che egli disprezza profondamente.

### Morgion
Morgion è il dio delle pestilenze, ed i suoi adepti vengono reclutati da lui personalmente fra i moribondi per le epidemie che egli dissemina per Krynn, quasi sempre con false promesse di guarigione in cambio della servitù. I draghi verdi sono i suoi favoriti, ma Morgion non viene visto spesso in compagnia di alcuno di loro, in quanto la sua natura è quella di un dio solitario, che raramente si mescola con gli altri dèi, e che elabora i suoi piani in un angolo dell'Abisso: egli è d'altronde disprezzato persino dagli altri dei del male. Morgion non è comunque parco nel donare ai suoi discepoli, i quali hanno un aspetto orribilmente decadente e putrescente, e ottengono poteri spaventosi in modo da spargere miseria e decadenza per tutto il mondo.

### Chemosh
Signore dei non-morti, Chemosh è adorato dai draghi bianchi ed è rappresentato come uno scheletro o un cadavere in decomposizione. È noto per essere un dio ingannevole, che spaccia come immortalità quel pallido barlume di vita che concede ai suoi tormentati servitori: è il patrono di vampiri, zombie e, talvolta, anche dei Cavalieri della Morte come Lord Soth.

### Zeboim
Zeboim è la sorella gemella di Nuitari, e figlia di Takhisis e Sargonnas. È forse una delle dee più pericolose con cui aver a che fare, a causa del suo temperamento collerico che può variare di istante in istante: per questo motivo, ella è adorata dai draghi neri ed è considerata come la Signora delle Tempeste e dea dei mari. È anche la madre di Ariakan, il fondatore dell'Ordine dei Cavalieri di Takhisis, che ha concepito con Lord Ariakas.

### Hiddukel
Dio dell'Abisso al servizio di Takhisis, Hiddukel è un vero e proprio mercante, estremamente astuto ed untuoso, che ama commerciare nei beni più disparati, e viene adorato dai draghi rossi. Convocato su Krynn dalla Regina Oscura perché ponesse discordia tra gli uomini ed incrementasse la confusione in quel mondo appena nato, Hiddukel si avvide subito del fatto che la guerra sarebbe stata un affare molto vantaggioso, poiché avrebbe aumentato il commercio di armi e vettovaglie e gli avrebbe fornito molte nuove anime da barattare: per questo motivo, ingannò Chislev usando tutta la leziosità di cui era capace, e la spinse a chiedere a Reorx di forgiare la Gemma Grigia, per aumentare la confusione su Ansalon ed intensificare così il potere di Takhisis sugli umani.

### Nuitari
Nuitari si presenta ai suoi adepti come un giovane dall'aspetto raccapricciante e per nulla avvenente: ha il volto tondo come una luna e gli occhi che appaiono come aridi pozzi vuoti e bui. Appare completamente avvolto in vesti nere, e tiene in mano un globo scintillante di cristallo nel quale vorticano le cinque teste di drago della madre, Takhisis. Possiede inoltre come arma una frusta di tentacoli neri. Figlio della dea Takhisis e di Sargonnas, e fratello gemello di Zeboim, Nuitari è il patrono delle Vesti Nere e della magia malvagia, ed è un dio solitario e geloso che richiede ai suoi adepti una fedeltà cieca e incondizionata: tuttavia, in virtù del giuramento che condivide con i cugini, Solinari e Lunitari, e che lo obbliga a condividere con essi qualunque informazione che possa mettere in pericolo l'esistenza della magia su Krynn, Nuitari si trova costretto a rivelare anche agli altri ordini di maghi i piani di Takhisis per la riconquista del mondo prima dell'inizio della Guerra delle Lance, contravvenendo così agli ordini diretti della madre, ma permettendo alle Vesti Rosse e Bianche un minimo margine di anticipo per prepararsi alla guerra che sarebbe scoppiata di lì a poco.
Come i due cugini, anche Nuitari gravita intorno al mondo di Krynn sotto forma di una luna nera, che però è invisibile ai più: solo i suoi adepti, e anche i non-morti (compreso il Cavaliere della Morte Lord Soth) sono in grado di vederla. La percepiscono come un grosso squarcio nel cielo che dà loro forza e potere, e la vedono inoltre come la Luna che emana la luce più intensa. Tuttavia, solo i maghi (e appunto i non-morti) sono a conoscenza di questa terza luna: infatti la gente comune per la maggior parte non ne sospetta neanche l'esistenza, o crede che sia una leggenda inventata a beneficio delle Vesti Nere.
Durante gli eventi narrati nella saga de Il discepolo dell'oscurità Nuitari ha deciso di reclamare per le proprie vesti nere la perduta torre dell'alta stregonera di Istar, senza prima informare i cugini, azione che ha incrinato ancora una volta l'armonia tra i tre. La volta precedente i rapporti tra i Tre Cugini, infatti, erano stati danneggiati durante la Guerra delle Lance, quando Nuitari era stato adulato dalle false promesse della madre Takhisis e aveva richiamato a sé le Vesti Nere, creando una momentanea frattura tra i tre Ordini. Questa frattura fu riparata più avanti, nel corso della guerra stessa, poco prima della disfatta della Regina delle Tenebre, come narrato in I draghi del Signore del Tempo.